# Canzoni nascoste
Canzoni nascoste è un album di Toto Cutugno pubblicato nel 1997.

## Tracce
Tutti i brani sono stati composti da Toto Cutugno o in collaborazione con altri autori dove indicato.
- Nel 1997 Toto Cutugno ha partecipato al Festival di Sanremo con la canzone Faccia pulita (autore: Toto Cutugno) - 17º posto

1. Faccia pulita - 4:35
2. Io e te - 4:43
3. Cantando (Michel Sardou, Pierre Delanoë, Roberto Arnaldi) – 4:21
4. Come è difficile essere uomini - 6:09
5. Fino all’ultimo - 4:13
6. Dove ti porta il cuore - 4:44
7. Nel cuore nei sensi (Voici les clés)  Pierre Delanoë, Vito Pallavicini - 4:10
8. Se Mi Ami
9. Donna donna mia (Ludovico Peregrini, Mike Bongiorno) - 3:38
10. A... Rio
11. Et si tu n'existais pas (Claude Lemesle, P. Losito, P. Delanoë, V. Pallavicini) - 4:22
12. L'été indien  ( Vito Pallavicini, Graham Stuart Johnson, Pasquale Losito) - 4:22
13. Adulele (Gianni Bella, Giuseppe Chierchia) - 3:55

## Formazione
- Toto Cutugno - voce, tastiera, pianoforte
- Gabriele Fersini - chitarra
- Pinuccio Pirazzoli - tastiera
- Marco Mariniello - basso
- Luca Di Nunno, Lalla Francia, Paola Folli, Roberto Barone, Moreno Ferrara - cori